# 한경오
한경오는 대한민국의 종합일간지 한겨레신문, 경향신문과 인터넷 신문 오마이뉴스의 앞머리 글자를 딴 줄임말이다.

## 기원
조중동이란 표현의 기원이 2000년대 초 진보 지식인이었던 것과 달리 한경오의 기원은 불명확하다. 세 언론이 '한경오' 하나로 묶였던 현상은 2008년 대한민국의 촛불 시위 언저리에 발견할 수 있다. 2008년 6월 시사저널은 촛불집회를 계기로 조중동에 대한 비판이 거세지고 반면 한경오에 대한 지지가 오르고 있다고 분석했다.
이후 여러 언론 매체에서 '한경오'라는 표현이 간간이 등장한다. 보수 인터넷 매체 뉴데일리에 실린 변희재의 기고문에서는 '한경오'라는 표현이 비교적 부정적인 뉘앙스로 쓰였다.
박근혜 정부 동안 '한경오'는 뉴데일리, 미디어펜 등 보수 인터넷 매체나 미디어스 등 언론 비평지 등에서만 간간이 살펴볼 수 있는 표현이었다.
한경오란 표현이 널리 쓰이기 시작한 시점은 2016년 11월부터 시작된 박근혜 대통령 탄핵 이후다. 2017년 3월 헌법재판소가 박근혜를 파면한 이후 본격적으로 대선 레이스가 시작됐고, 같은 해 5월 문재인이 제19대 대통령 선거에서 새 대통령에 당선된다. 19대 대선을 전후로 '한경오'는 보수 세력이 진보 언론을 비판하기 위한 표현이라기보다는, 문재인을 지지한 진보 세력이 진보 언론을 비판하는 표현으로 많이 쓰이게 됐다.
특히 박근혜 탄핵 이후 여론의 압도적인 지지를 받고 있었던 문재인 지지자들과 한경오가 갈라서는 몇 가지 계기가 있었다. 한경오의 선두 주자 격인 한겨레의 경우, 2017년 4월 한겨레 기자 간의 폭행치사 사건과 찜질방 성추행 사건이 연이어 터져 여론의 질타를 받았다. 오마이뉴스의 경우 영부인 김정숙의 호칭 문제로 여론의 비판을 받았다.
한경오에 대한 비판 여론이 거세지면서 2009년 5월 노무현 전 대통령 사망 당시 한경오의 보도 행태를 지적하는 일도 늘어났다. 특히 한겨레, 경향신문 등이 2009년 4월 작성한 '굿바이 노무현'이란 기사에 대한 재평가가 많이 이뤄졌다.
문재인 정부가 집권한 이후부턴 급격하게 친정부 성향으로 전환하면서 균형을 잃어버린 언론이냐며 비판받고 있으며 조중동과 다를 바 없는 언론이냐며 쓴소리도 계속 나오고 있다. 실제로 보수 측의 인사라면, 강자라면 무조건 가해자로 찍고 보는 경향 역시 있는 탓에 조중동과 같이 여러 비판이 쏟아져 나온다.